# Метати Роси Алти (Лука)
Метати Роси Алти је насеље у Италији у округу Лука, региону Тоскана.
Према процени из 2011. у насељу је живело 13 становника. Насеље се налази на надморској висини од 236 м.